# Baukalk
Baukalk ist ein Sammelbegriff für im Bauwesen verwendete Baustoffe aus Kalkstein. Baukalk ist ein sehr alter Baustoff und wurde schon in der Antike verarbeitet. Heutzutage werden Baukalke im Bauwesen hauptsächlich als mineralisches Bindemittel verwendet. Sie dienen der Herstellung von Kalkmörtel, welcher als Mauer- und Putzmörtel eingesetzt wird. Im Bereich der Baugrundverbesserung kann Baukalk zur Bodenverfestigung verwendet werden. Des Weiteren ist Baukalk in Form von Kalksteinmehl in den Zementarten Portlandkalksteinzement und gegebenenfalls  Portlandkompositzement vorhanden. Durch den Kalksteinmehlanteil kommt es zu einer schnelleren Erhärtung und höheren Frühfestigkeit im Vergleich zu normalem Portlandzement.
Reiner Kalkmörtel besitzt bei gleichen Mischungsverhältnissen im erhärteten Zustand eine erheblich geringere Festigkeit als Zementmörtel. Jedoch lässt er sich vergleichsweise besser verarbeiten. Kalkputz hat eine gute Wasserdampfdurchlässigkeit und wird daher üblicherweise in Innenräumen verwendet.
Beim Umgang mit Baukalken ist zu beachten, dass diese Baustoffe stark alkalisch wirken und zur Verätzung von Haut und Schleimhäuten führen können. Die Reaktion beim „Löschen“ (Mischen mit Wasser) des Branntkalks verläuft exotherm und setzt viel Wärme frei. Der Körper ist vor den dabei entstehenden Kalkspritzern zu schützen. Sie führen zur Erblindung, wenn sie in die Augen treffen.
Um die Eigenschaften und Verarbeitbarkeit anzupassen, werden Luftkalkmörtel häufig mit Gips gemischt. Mischungen von hydraulischen Kalken mit Gips können hingegen zum Treiben, also zum Aufbrechen des Mörtels durch Volumenzunahme führen.

## Herstellung und Abbinden

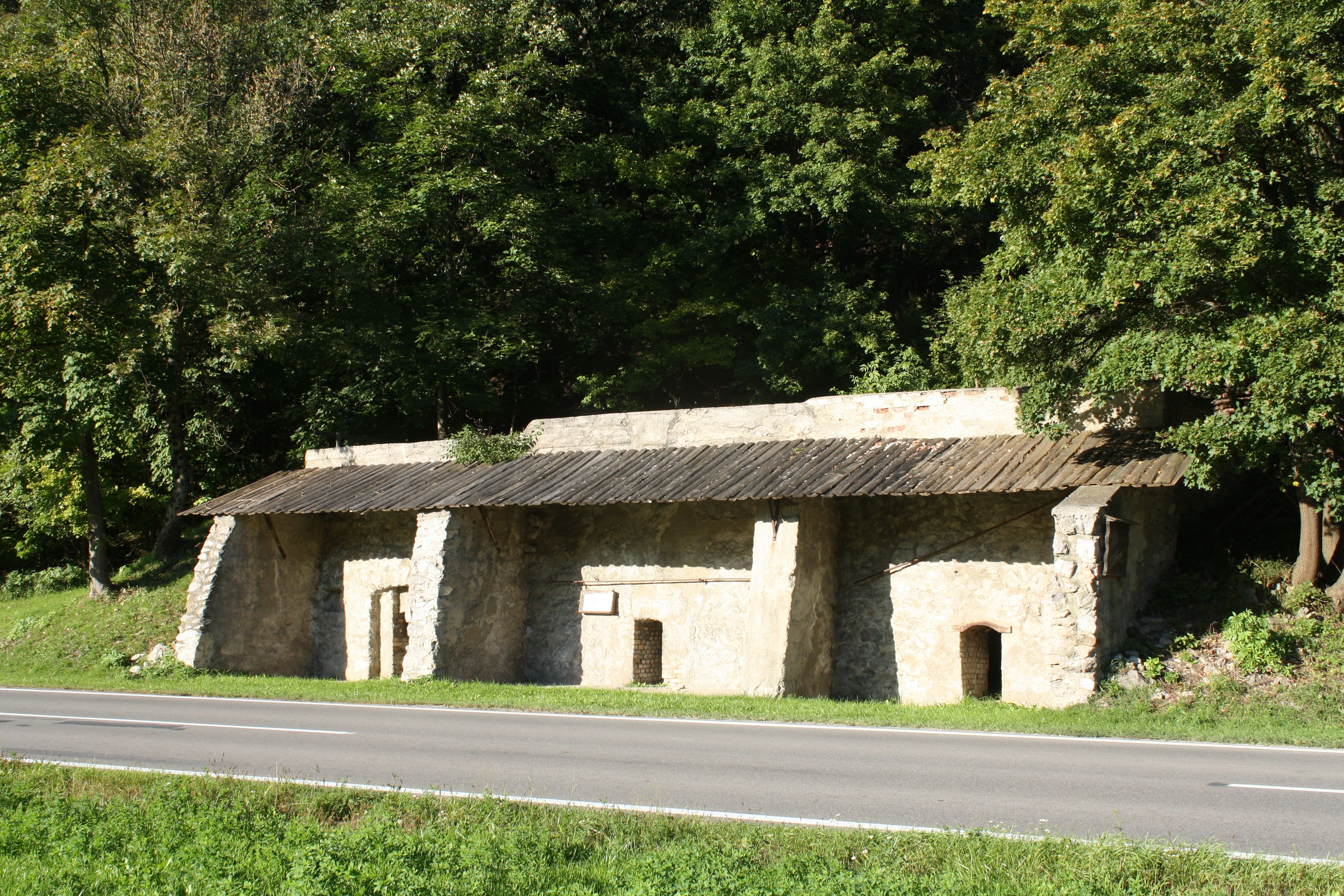
Alter Kalkofen im Wienerwald

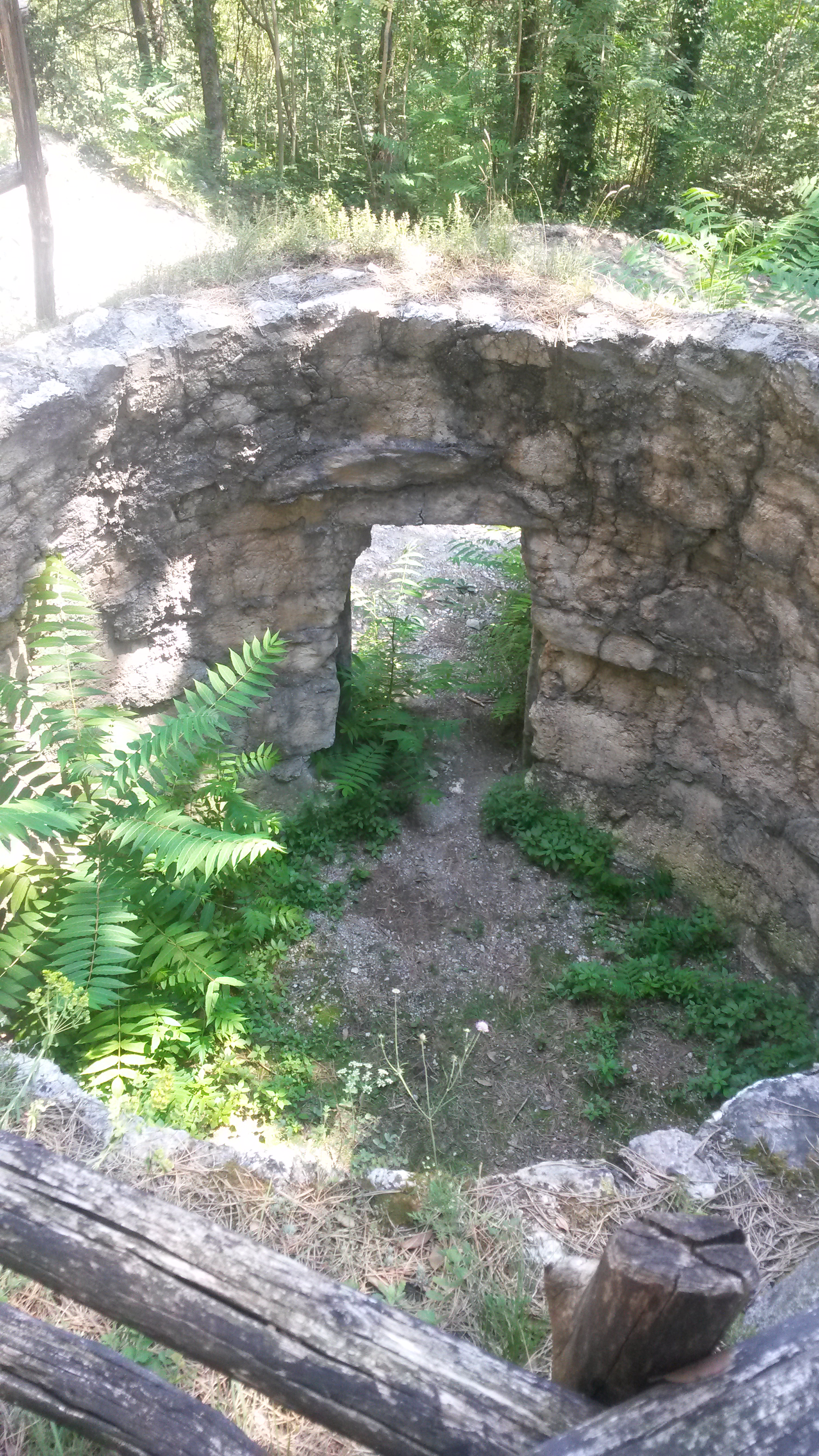
Überreste eines Kalkbrennofens bei Limone sul Garda (Italien)

Es wird unterschieden zwischen Luftkalken, die nur an der Luft erhärten, und Kalk mit hydraulischen Eigenschaften. Luftkalk wird aus Kalkstein ({\displaystyle {\ce {CaCO3}}}) oder Dolomitgestein ({\displaystyle {\ce {CaCO3 . MgCO3}}}) gewonnen. Ein aus Kalkstein hergestellter Kalk wird Weißkalk genannt, ein aus Dolomitgestein hergestellter Dolomitkalk. Natürliche hydraulische Kalke werden aus Kalkmergel hergestellt. Sie enthalten neben der unhydraulischen Base Kalk die sogenannte Hydraulefaktoren Kieselsäure ({\displaystyle {\ce {SiO2}}}), Aluminiumoxid ({\displaystyle {\ce {Al2O3}}}) und Eisenoxid ({\displaystyle {\ce {Fe2O3}}}). Nach dem Abbau der Rohmaterialien werden diese gebrochen und gemahlen. Anschließend wird das Material in einem Schachtofen bei Temperaturen von 900 °C bis 1200 °C gebrannt. Beim Brennen zersetzt sich der Kalkstein ({\displaystyle {\ce {CaCO3}}}) in Kohlenstoffdioxid ({\displaystyle {\ce {CO2}}}) und Calciumoxid ({\displaystyle {\ce {CaO}}}), sogenannten Branntkalk. Beim Brennen von mergelhaltigem Kalkstein bilden sich zusätzlich aus dem Calciumoxid und den Hydraulefaktoren sogenannte Klinkermineralien (Tricalciumaluminat, Dicaliumsilicat und Tetracalciumaluminatferrit).
Brennprozess (über 900 °C):

Branntkalk wird als ungelöschter Kalk in Form von Stückkalk oder Feinkalk verkauft. Er muss vor dem Verarbeiten noch gelöscht werden. Zum Löschen wird dem Calciumoxid Wasser beigegeben, wodurch es sich in Calciumhydroxid ({\displaystyle {\ce {Ca(OH)2}}}), sogenanntes Kalkhydrat (auch Löschkalk), umwandelt und bei der Reaktion große Mengen Wärme abgibt. Wird genau so viel Wasser zugegeben, wie für die Umwandlung stöchiometrisch nötig ist, spricht man vom Trockenlöschen. Nasslöschen ist hingegen eine Zugabe von mehr Wasser als stöchiometrisch nötig.
Löschprozess:

Dieser Herstellvorgang ist Teil des technischen Kalkkreislaufes. Die Wiedererhärtung des Baukalks findet statt, wenn sich das Kalkhydrat ({\displaystyle {\ce {Ca(OH)2}}}) unter Aufnahme von Kohlenstoffdioxid aus der Luft und Abgabe von Wasser (siehe „Trockenwohnen“) zu Calciumcarbonat (Kalkstein) verbindet. Damit schließt sich der Kreislauf. Die Auslösung dieser Reaktion benötigt die Anwesenheit von Wasser. Daher kann Kalkhydrat auch in Papiersäcken gelagert werden, ohne zu erhärten.
Erhärtung (vereinfacht):

### Abbindevorgang
Ein Kalkmörtel erhärtet durch Karbonatisierung. Diese exotherme Reaktion benötigt Wasser, welches zunächst in Form von zugefügtem Anmachwasser und später in Form von Wasserdampf in der Luft vorhanden ist. Das Wasser bildet zusammen mit Kohlendioxid aus der Luft Kohlensäure ({\displaystyle {\ce {H2CO3}}}), die sich an die Kalkbase bindet und dabei Wasser abspaltet. Die Reaktion kann wie folgt dargestellt werden:
Durch das langsame Abbinden von Luftkalkmörtel kann sich eine besondere mikrokristalline Struktur ausbilden. Ein auf stark saugendem Grund aufgetragener oder direkter Sonneneinstrahlung ausgesetzter Kalkputz kann „aufbrennen“, das heißt, er trocknet aus, bevor er ausreichend abgebunden hat. Auch härtet Kalk nur bei Temperaturen von über 5 °C (Kalkanstriche bei über 10 °C) sauber aus und „erfriert“ bei Frost. In beiden Fällen bilden sich lose Kristalle ohne Verbund, so dass der Putz kreidet oder bröselt. Des Weiteren kann ein Wasserüberschuss im Mörtel verzögernd auf die Reaktion wirken. Ein weiteres Problem entsteht, wenn ein diffusionsdichter Anstrich zu frühzeitig auf die Mörtelschicht aufgetragen wird. Für die Reaktion fehlt dann die Zufuhr von {\displaystyle {\ce {CO2}}} und der Vorgang kann zum Erliegen kommen.
Wird die {\displaystyle {\ce {CO2}}}-Konzentration in der Luft hingegen erhöht, beispielsweise durch die Aufstellung von Koksöfen, so beschleunigt sich die Erhärtung des Kalks. Dazu kommt, dass eine warme Umgebung ebenfalls eine Beschleunigung der Erhärtungsreaktion mit sich zieht.
Die Festigkeit von Luftkalkmörteln steigt in den ersten Jahren noch leicht an, weil die Carbonatisierung in der Regel sehr langsam verläuft.
Mit den technischen Bezeichnungen der Materialien zeigt sich der Kalkkreislauf in folgender Form:

Der technische Kalkkreislauf

## Geschichte
Die Verwendung von Kalk zur Herstellung von Gebäuden ist seit dem 7. Jahrhundert v. Chr. belegt. Die Römer erhöhten die Festigkeit und Wasserbeständigkeit der Kalkmörtel durch den Zusatz von natürlichen und künstlichen Puzzolanen, wie etwa Schlacke aus der Eisenverhüttung.

## Eigenschaften
Luftkalkmörtel sind deutlich elastischer als hydraulische Kalkmörtel sowie Zementmörtel und neigen darum weniger zur Rissbildung und zum flächigen Ablösen vom Untergrund (Schalenbildung), wenn etwa Wärmespannungen oder Setzungen auftreten oder der Untergrund abhängig vom Feuchtegehalt quillt oder schwindet.
Kalkmörtel sind besser zu verarbeiten und besitzen ein höheres Wasserrückhaltevermögen als Zementmörtel.
Reiner Luftkalkmörtel wurde in der gewerblichen Anwendung weitgehend von Mörteln mit Zusätzen von hydraulischen Kalken, Zement oder Kunstharzen verdrängt, da Luftkalk lange feucht gehalten werden muss, die Festigkeit sich nur sehr langsam entwickelt und der Mörtel nur erhärtet, wenn der Zutritt von Kohlendioxid gewährleistet ist, so dass Mörtel im Inneren von dicken Mauern oft nach Jahren noch nicht abgebunden hat. Außerdem erreichen hydraulische Kalke auch frühzeitiger eine Wetterbeständigkeit.

## Formen und Benennung des Kalks
Branntkalk wurde früher üblicherweise in Brockenform geliefert (Stückkalk) und auf der Baustelle nass gelöscht, um Kalkbrei zu erhalten, der dann mit Sand vermischt wurde. Teilweise wurde dem Stückkalk zur Mörtelherstellung schon vor dem Löschen Sand beigemengt, was zu besseren Mörteleigenschaften führen sollte und die starke Lösch-Reaktion etwas abmildert.
Mit Wasserkalk wurden früher schwach hydraulische Kalke bezeichnet, welche unterhalb von 1250 °C aus tonhaltigem Kalkstein (Kalkmergel) gebrannt wurden. Sie erhärten sowohl durch Carbonatisierung als auch durch Hydratation.
Hydraulische Kalke enthalten zusätzlich zum Calciumhydroxid sogenannte Hydraulefaktoren, etwa Silikate (z. B. {\displaystyle {\ce {SiO2}}}), Aluminate (z. B. {\displaystyle {\ce {Al2O3}}}) und Eisenoxide (z. B. {\displaystyle {\ce {Fe2O3}}}), aus denen sich Calciumsilikate und Calciumaluminate bilden. Der hydraulische Anteil der Bindemittel kann auch unter Wasser aushärten, da kein Zutritt von Kohlendioxid notwendig ist.
Um ein hydraulisch härtendes Bindemittel zu erhalten, kann Kalk auch mit Zement oder mit latent hydraulischen Zusätzen wie Metakaolin, Ziegelmehl, Hüttensand und Puzzolanen (Trasskalke, Vulkanasche oder Flugasche) vermischt werden. Die Herstellungsweise von hydraulischem Baukalk aus Kalkstein und Vulkanerde (Tuff) ist schon seit der Antike bekannt.

### Sumpfkalk versus Kalkhydrat
Der Unterschied zwischen Sumpfkalk und Kalkhydrat ist das verwendete Löschverfahren und der Aggregatzustand. Kalkhydrat (gelöschter Kalk) wird durch Trockenlöschung mit Wasserdampf hergestellt. Dabei wird nur so viel Wasser verwendet, wie der ungelöschte Kalk aufnehmen kann, sodass das resultierende Kalkhydrat ein Pulver ist. Sumpfkalk hingegen entsteht durch eine Nasslöschung mit stöchiometrisch überproportional viel Wasser. Das Resultat, der Sumpfkalk, ist eine breiige Masse.
Die Eigenschaften (z. B. Plastizität) verbessern sich mit der Zeitdauer des „Einsumpfens“ (Sumpfkalk, Fettkalk), was besonders wichtig ist, wenn der Kalk als Kalkfarbe verwendet werden soll. Zu kurz gelagerter Sumpfkalk kann noch ungelöschte Partikel enthalten, die später nachlöschen. Das ist problematisch, weil mit dem Löschen eine Volumenvergrößerung von circa 70 % einhergeht und die Partikel somit eine sprengende Wirkung entfachen können (Kalktreiben).
Traditionell wurde Kalk bis zu drei Jahre vor Gebrauch als Sumpfkalk gelagert. Eingesumpft wurde früher in Kalkgruben, die vielerorts vorhanden waren. Auch auf Baustellen war es üblich, als erstes den Kalk einzusumpfen. Der Kalkbrei muss während des Einsumpfens immer unter einer Wasserschicht lagern, um nicht mit dem Kohlenstoffdioxid der Luft zu reagieren. Heute soll gelöschter Kalk wenigstens einige Wochen, besser aber Monate einsumpfen. Die Vorgaben des Herstellers zur Mindesteinsumpfdauer sind einzuhalten.
Bei trocken gelöschtem Kalkhydrat in Pulverform hingegen genügt eine eintägige Lagerung unter Wasser. Danach tritt offenbar keine weitere Veränderung mehr ein.
Zur Mörtelherstellung werden heute überwiegend pulverförmige, mit Wasserdampf in Löschtrommeln „trocken“ gelöschte Kalke (Kalkhydrat) verwendet. Nassgelöschter Sumpfkalk wird in Ausnahmen für Putze oder Anstriche eingesetzt.

### Nomenklatur nach DIN
In Deutschland wird gemäß der Kalknorm DIN EN 459-1 (zuvor DIN 1060) bei den genormten Baukalken grundsätzlich zwischen Luftkalk und Kalk mit hydraulischen Eigenschaften unterschieden.
Luftkalke werden weiterhin unterschieden in Weißkalk (Kurzzeichen CL) und Dolomitkalk (Kurzzeichen DL). In der normgerechten Bezeichnung eines Luftkalks folgt auf das Kurzzeichen eine Zahl. Bei Weißkalk gibt diese Zahl den Gesamtgehalt an Calciumoxid (CaO) und Magnesiumoxid (MgO) an. In der Norm gibt es die Weißkalke CL 90, CL 80 und CL 70. Darüber hinaus gibt es eine Klassifizierung nach ihrer Lieferform als ungelöschte Kalke (Q), Kalkhydrate (S), Kalkteig (S PL) oder Kalkmilch (S ML). Von Dolomitkalk gibt es die Arten DL 90-30, DL 90-5, DL 85-30, DL 80-5. Wie beim Weißkalk gibt die erste Zahl den Gesamtgehalt an CaO und MgO an. Die zweite Zahl gibt den Mindestgehalt an Magnesiumoxid (MgO) an. Ferner wird Dolomitkalk nach Lieferform in ungelöschten Kalk (Q) oder Kalkhydrat (S) klassifiziert. Halbgelöschtes Dolomitkalkhydrat wird als (S1) klassifiziert.
Die Gruppe der Kalke mit hydraulischen Eigenschaften umfasst laut Norm den hydraulischen Kalk (Kurzzeichen HL), den natürlich hydraulischen Kalk (Kurzzeichen NHL) und den formulierten Kalk (Kurzzeichen FL). Die Zahl in der Kurzbezeichnung des Kalks gibt die Mindestdruckfestigkeit in N/mm² an. Es wird unterschieden zwischen den Druckfestigkeitsklassen 2 N/mm², 3,5 N/mm² und 5 N/mm².
Bei formuliertem Kalk ist zusätzlich der Massenanteil an verfügbarem Kalk als {\displaystyle {\ce {Ca(OH)2}}} relevant und wird mit den Buchstaben A (40–80 M%), B (25–50 M%) oder C (15–40 M%) gekennzeichnet. Da es sich bei formuliertem Kalk um keine festgelegte Mischung aus verschiedenen Baukalken mit hydraulischen und/oder puzzolanischen Zusätzen handelt, wird die Zusammensetzung entsprechend der Norm DIN EN 459-1 (Anhang D) angegeben.
Entsprechend der DIN wird wie folgt unterschieden:
| Gruppe                               | Sorten                             | Kurzbezeichnung                   | Handelsform                               | Beispiele und alternative Bezeichnungen | Erstarrungszeitraum |
| Luftkalk                             | Weißkalk (CL)                      | CL 90 CL 80 CL 70                 | Ungelöschter Kalk (Q)                     | Branntkalk                              |                     |
| Luftkalk                             | Weißkalk (CL)                      | CL 90 CL 80 CL 70                 | Kalkhydrat (S)                            | Weißkalkhydrat                          |                     |
| Luftkalk                             | Weißkalk (CL)                      | CL 90 CL 80 CL 70                 | Kalkteig (S PL)                           | Sumpfkalk                               |                     |
| Luftkalk                             | Weißkalk (CL)                      | CL 90 CL 80 CL 70                 | Kalkmilch (S ML)                          |                                         |                     |
| Luftkalk                             | Dolomitkalk (DL)                   | DL 90-30 DL 90-5 DL 85-30 DL 80-5 | Ungelöschter Kalk (Q)                     |                                         |                     |
| Luftkalk                             | Dolomitkalk (DL)                   | DL 90-30 DL 90-5 DL 85-30 DL 80-5 | Halbgelöscht (S1)                         |                                         |                     |
| Luftkalk                             | Dolomitkalk (DL)                   | DL 90-30 DL 90-5 DL 85-30 DL 80-5 | Kalkhydrat (S)                            |                                         |                     |
| Kalk mit hydraulischen Eigenschaften | Hydraulischer Kalk (HL)            | HL 2 HL 3,5 HL 5                  | wird nicht nach Handelsform unterschieden | z. B. Traßkalk                          |                     |
| Kalk mit hydraulischen Eigenschaften | Natürlich hydraulischer Kalk (NHL) | NHL 2 NHL 3,5 NHL 5               | wird nicht nach Handelsform unterschieden |                                         |                     |
| Kalk mit hydraulischen Eigenschaften | Formulierter Kalk (FL)             | FL A 2 FL B 2 FL C 2              | wird nicht nach Handelsform unterschieden |                                         | 1–40 Stunden        |
| Kalk mit hydraulischen Eigenschaften | Formulierter Kalk (FL)             | FL A 3,5 FL B 3,5 FL C 3,5        | wird nicht nach Handelsform unterschieden |                                         | 1–30 Stunden        |
| Kalk mit hydraulischen Eigenschaften | Formulierter Kalk (FL)             | FL A 5 FL B 5 FL C 5              | wird nicht nach Handelsform unterschieden |                                         | 1–15 Stunden        |

### Natürlich hydraulischer Kalk (NHL)
Natürlicher hydraulischer Kalk (NHL) wird aus Mergel (Gemisch von Kalk und Ton) oder kieselsäurehaltigem Kalkstein bei Temperaturen von 1000 °C bis 1200 °C gebrannt. (Zur Herstellung von Zementklinker wird Mergel demgegenüber bis zur Sintertemperatur von 1400 bis 1450 °C erhitzt.)
Beim Brennen finden verschiedene Oberflächenreaktionen bzw. Festkörperreaktionen zwischen den fein gemahlenen Bestandteilen Kalkstein ({\displaystyle {\ce {CaCO3}}}) bzw. Branntkalk ({\displaystyle {\ce {CaO}}}), Siliciumdioxid ({\displaystyle {\ce {SiO2}}}) und Aluminiumoxid ({\displaystyle {\ce {Al2O3}}}) statt:
Calciumsilikat und Calciumaluminat sind kalkübersättigte Mineralien, die als hydraulische Komponenten bezeichnet werden, da sie ebenso wie Zement und andere hydraulische Bindemittel mit Wasser hydratisieren. Die Reaktion zu kristallwasserhaltigen Hydraten kann unter Luftabschluss unter Wasser ablaufen. Der verbleibende {\displaystyle {\ce {CaO}}}-Anteil, der nicht durch Beteiligung an den Festkörperreaktionen verbraucht wurde, bindet wie gewöhnlicher Luftkalk unter Aufnahme von Kohlendioxid ab.
Der Rohstoff zur Herstellung von natürlich hydraulischem Kalk enthält gewöhnlich einen Anteil von 10 % bis 30 % an Ton oder reaktionsfähigen kieselsauren Bestandteilen. Beim Brennen reagieren jeweils 6 Teile Kalk mit 4 Teilen Ton.

### Formulierter Kalk
Als „formulierter Kalk“ werden in der EN 459-1 Baukalke bezeichnet, denen zusätzliche Bestandteile beigemischt werden. Hauptsächlich sind dies anorganisch-mineralische Komponenten, die überwiegend hydraulisch abbinden, aber auch Füllstoffe und organische Zusatzmittel werden in der Norm genannt. Die Norm regelt den Gehalt an verfügbarem Kalk und die Festigkeiten nach 7 bzw. 28 Tagen, gibt ansonsten aber keine Mischungsverhältnisse vor.
Im Gegensatz zur Bindemittelklasse der Hydraulischen Kalke (HL) sind die Bestandteile des Formulierten Kalks (FL) durch die Hersteller zu deklarieren. Hauptbestandteile können sein Baukalk (CL und NHL), Zemente (CEM I, CEM II; CEM III) nach EN 197-1, Portlandzementklinker, natürliches oder natürliches getempertes Puzzolan, Kalkstein (L oder LL) und Hüttensand. Nebenbestandteile können sein Portlandzementklinker, natürliches oder natürliches getempertes Puzzolan, Kalkstein (L oder LL), Hüttensand, Calciumsulfat und Silicastaub (alle nach EN 197-1).
Einzelne Nebenbestandteile sind ab einem Massenanteil von 5 % anzugeben oder wenn der Massenanteil aller Nebenbestandteile zusammengenommen 10 % übersteigt. Organische Zusätze sind ab einem Massenanteil von 0,2 % mit Anteil und Bezeichnung anzugeben. Mineralische Zusätze (in Form von Eisen- oder Zinnverbindungen) sind ab einem Massenanteil von 1 % anzugeben.
Der Massenanteil an verfügbarem Kalk (als {\displaystyle {\ce {Ca(OH)2}}}, nach EN 59-2:2010, 5. 8) liegt bei FL A zwischen 40 und 80 %, bei FL B zwischen 25 und 50 % und bei FL C zwischen 15 und 40 %. Der Massenanteil an {\displaystyle {\ce {SO3}}} im wasserfreien und kristallwasserfreien Produkt liegt jeweils bei unter 2 %. Der Mindestgehalt an „verfügbarem Kalk (A.L)“ liegt mit 15 % also deutlich höher als in Hydraulischen Kalken (4 %).
Bindemittelmischungen dieser Art waren bis zur Einführung der EN 459 überwiegend nur in Frankreich und Italien erhältlich und bieten die Möglichkeit, Bindemittel mit geringerem CO2-Fußabdruck einzusetzen.

## Verwendung

### Baukalkprodukte
Eingesumpfter Kalkbrei oder pulverförmiges Weißkalkhydrat werden durch Zugabe von Wasser zu Kalkschlämmen oder weiter zur Kalkmilch verdünnt. Diese werden als Kalkfarbe oder Kalktünche mit desinfizierender Wirkung auf Wände und Decken aufgetragen.
Aus einer Mischung von Baukalken, Wasser und Gesteinskörnungen wie Sand und Kies werden Kalkputz und Kalkmörtel hergestellt. Kalkmörtel ist einer der ältesten bekannten Baustoffe. Der Kalk wirkt hier als Bindemittel zwischen den Sandkörnern, die als Füllstoff dienen und die Druckfestigkeit erhöhen. Kalkmörtel können sowohl als Mauermörtel sowie als Putzmörtel eingesetzt werden.
Über die Jahrhunderte haben sich viele spezielle Anwendungen von Kalkmörteln herausgebildet, die regional teilweise variieren, siehe etwa Kalkpresstechnik, Marmorino und Stucco lustro. In Verbindung mit Natron- und Schmierseife wird gelöschter Muschelkalk zu Tadelakt verarbeitet, einem hydrophoben Kalkputz für Nassräume.
Luftkalk und Quarzsand oder Quarzmehl sind die Rohstoffe zur Herstellung von Kalksandstein und Porenbeton. Kalk wird auch für Bodenverbesserungsmaßnahmen genutzt.

## Normen und Standards
- DIN EN 459-1 – Baukalk
- DIN 1060-1